# 里氏袋鼬属
裏氏袋鼬屬（学名：Ningaui），哺乳綱的一屬，而與裏氏袋鼬屬（裏氏袋鼬）同科的動物尚有斑袋鼬屬（斑袋鼬）、帚尾袋鼩屬（紅帚尾袋鼩）、長爪袋鼬屬（長爪袋鼬）、紋袋鼬屬（三紋袋鼬）等之數種哺乳動物。

## 下属物种
本属包括以下物种：
- Ningaui ridei Archer, 1975
- Ningaui timealeyi Archer, 1975
- Ningaui yvonnae Kitchener, Stoddart & Henry, 1983
- Ningaui yvonneae Kitchener, Stoddart & Henry, 1983